# Ligidium riparum
Ligidium riparum is een pissebed uit de familie Ligiidae. De wetenschappelijke naam van de soort is voor het eerst geldig gepubliceerd in 1943 door Verhoeff.